# Incudine

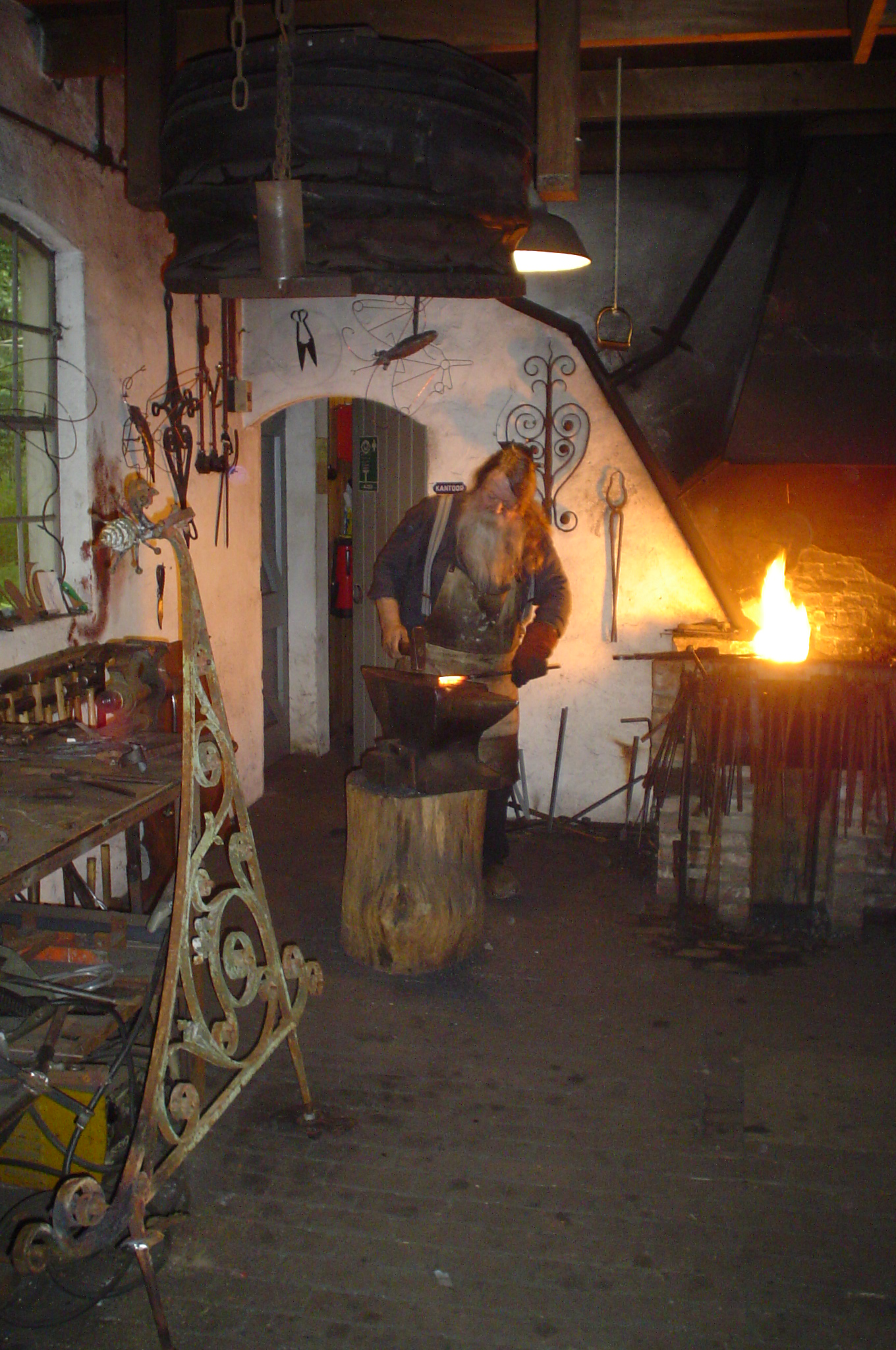
Fabbro al lavoro sull'incudine

L'incudine è un attrezzo usato dal fabbro nella fucinatura degli oggetti di ferro e d'acciaio.

## Descrizione
Viene usata come supporto su cui appoggiare il pezzo incandescente (e reso quindi malleabile) estratto dalla forgia e trattenuto con lunghe tenaglie; il pezzo viene plasmato e formato percuotendolo con il martello o la mazzetta, con l'utilizzo di eventuali stampi o altri attrezzi accessori, sino a ottenere la forma voluta.
Nella sua forma classica, l'incudine è costituita da un massiccio blocco di metallo sagomato, con una superficie piana superiore che costituisce il piano di lavoro, sulla quale ci sono due fori passanti, uno quadro e uno rotondo. Il foro quadro serve anche per alloggiare i codoli degli attrezzi ausiliari. L'incudine presenta inoltre due estremità dette corna: una a forma di cono, rotonda, detta corno, e una a forma di piramide, a spigoli vivi, detta lingua, che vengono utilizzate per le operazioni di piegatura.
Un tipo di incudine di dimensioni inferiori e senza corna viene chiamata tasso, mentre la piccola incudine che viene impiegata per piccoli lavori su minuteria metallica si chiama bicornia. 
Pur avendo una forma diversa, per analogia viene anche chiamata incudine la base su cui si appoggia il pezzo da forgiare nella lavorazione con il maglio.
L'incudine solitamente poggia su un ceppo di legno di quercia, detto toppo, che la porta all'altezza necessaria per un corretto utilizzo.

## L'incudine nella cultura di massa
L'incudine compare spesso nei corti Merrie Melodies e Looney Tunes della Warner Bros., come stereotipo di oggetto particolarmente pesante da far cadere addosso ai nemici per metterli fuori combattimento. In Animaniacs vi è addirittura un regno famoso per la sua produzione di incudini. 
È molto diffuso il modo di dire “stare tra l'incudine e il martello”, metafora per esprimere che ci trova in mezzo tra due situazioni o persone pericolose e ostili da cui non si sa come liberarsi.

## Galleria d'immagini

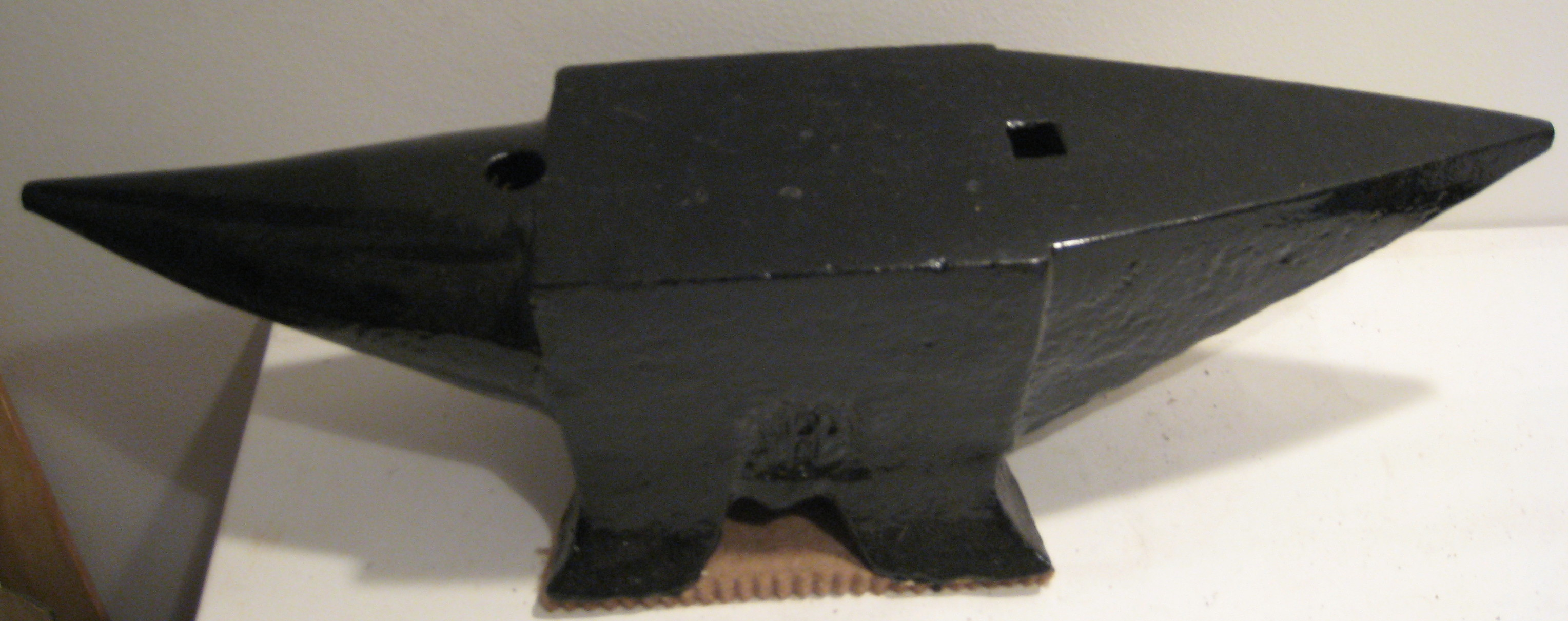
La forma classica dell'incudine
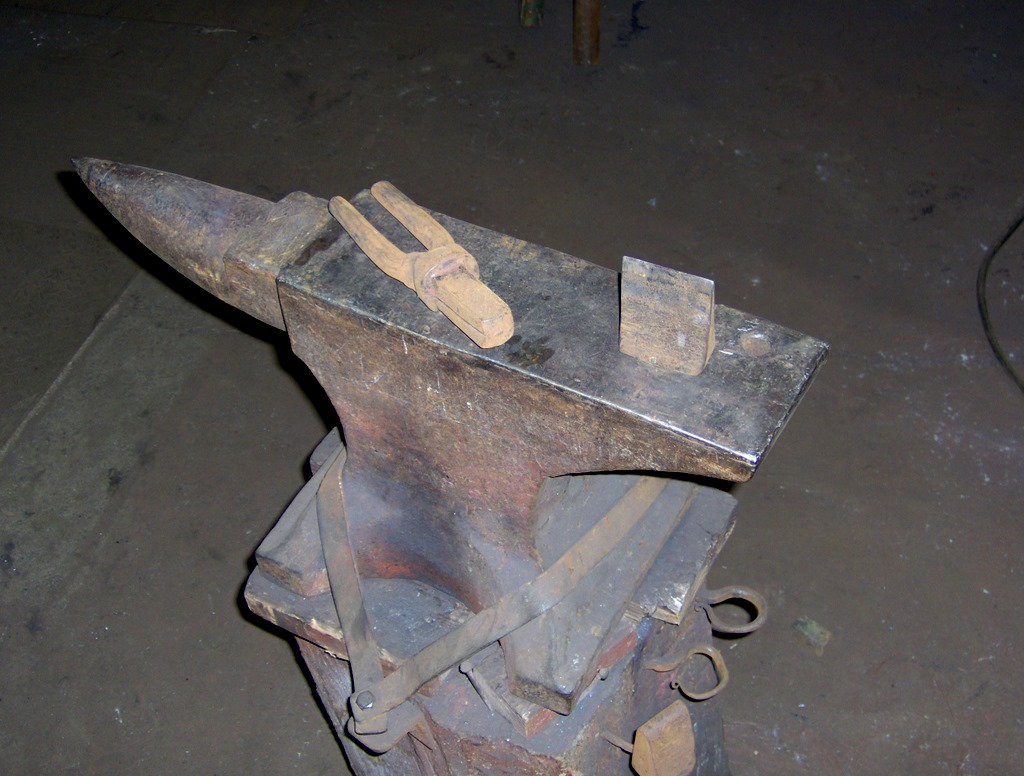
Un'altra forma di incudine
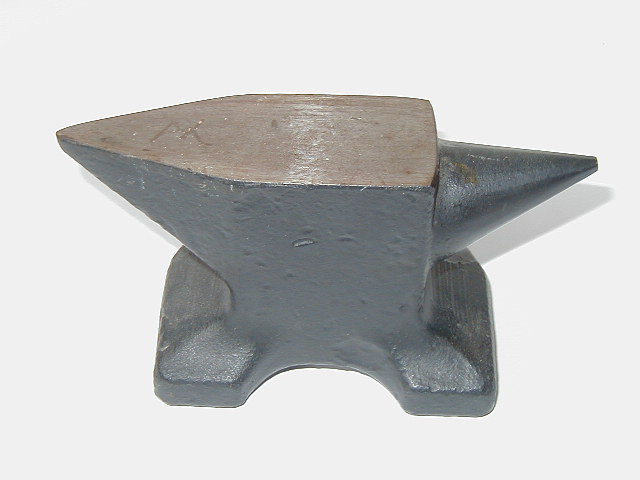
Una piccola incudine
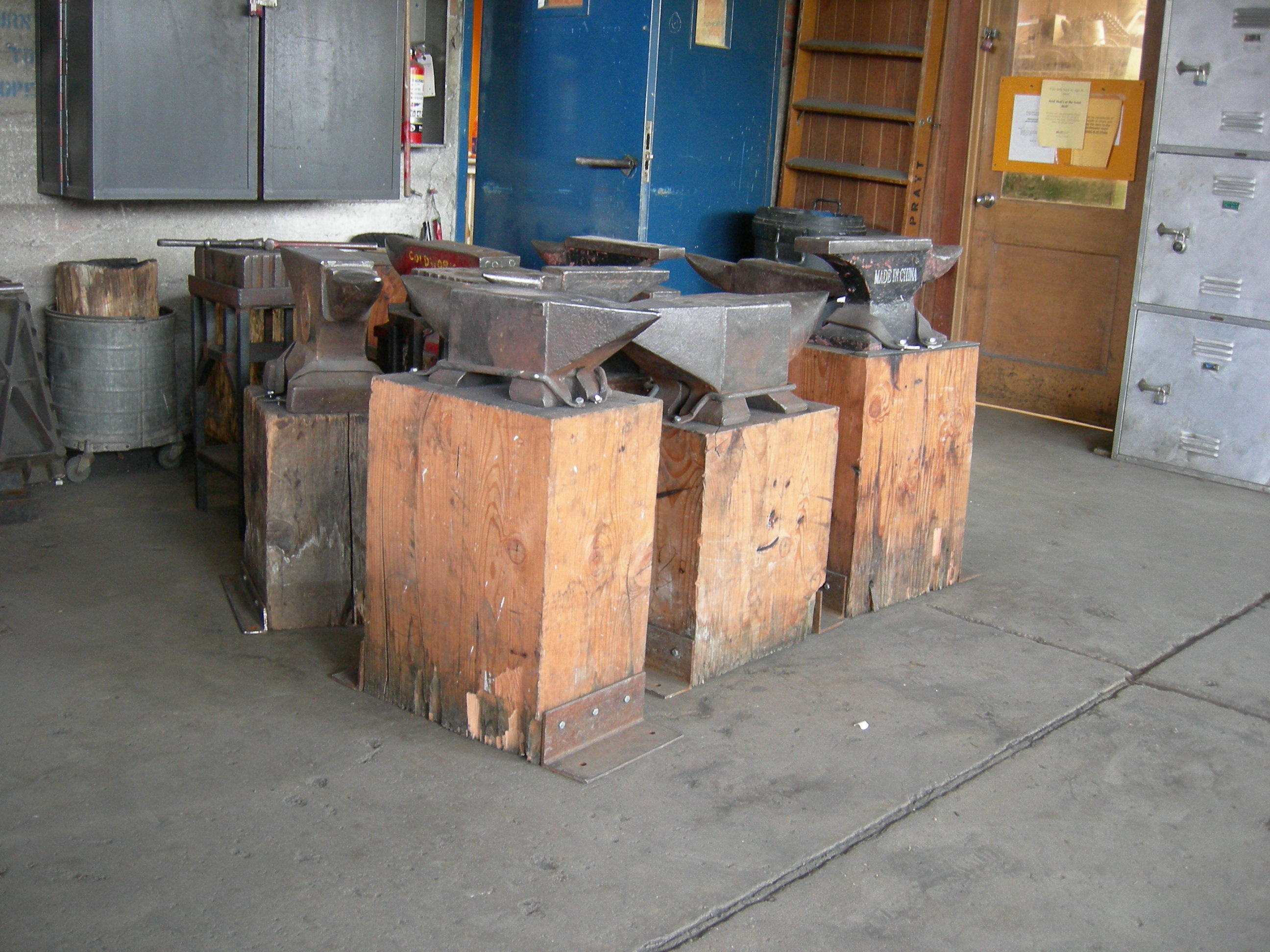
Vari tipi di incudine
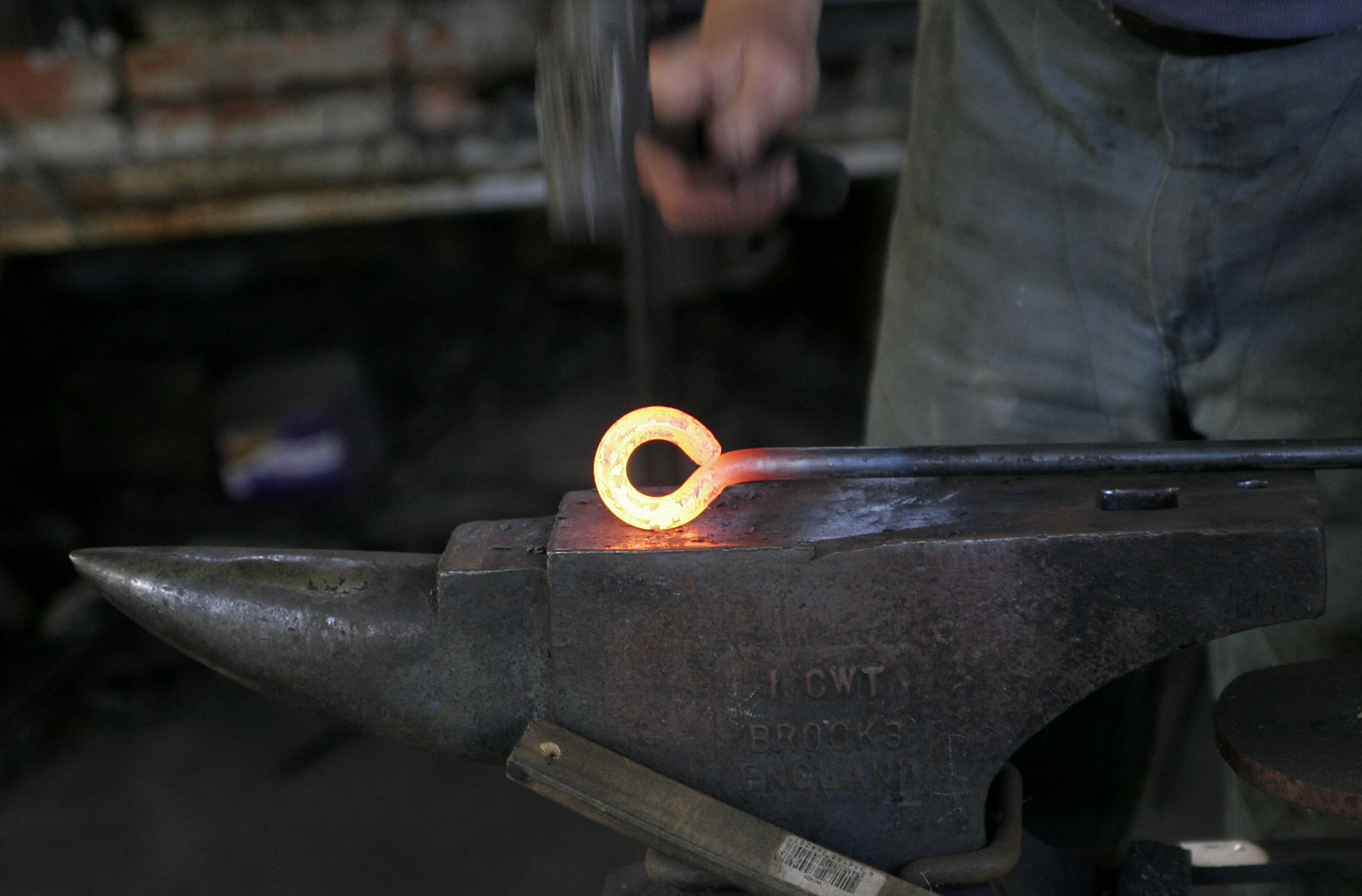
Lavoro all'incudine
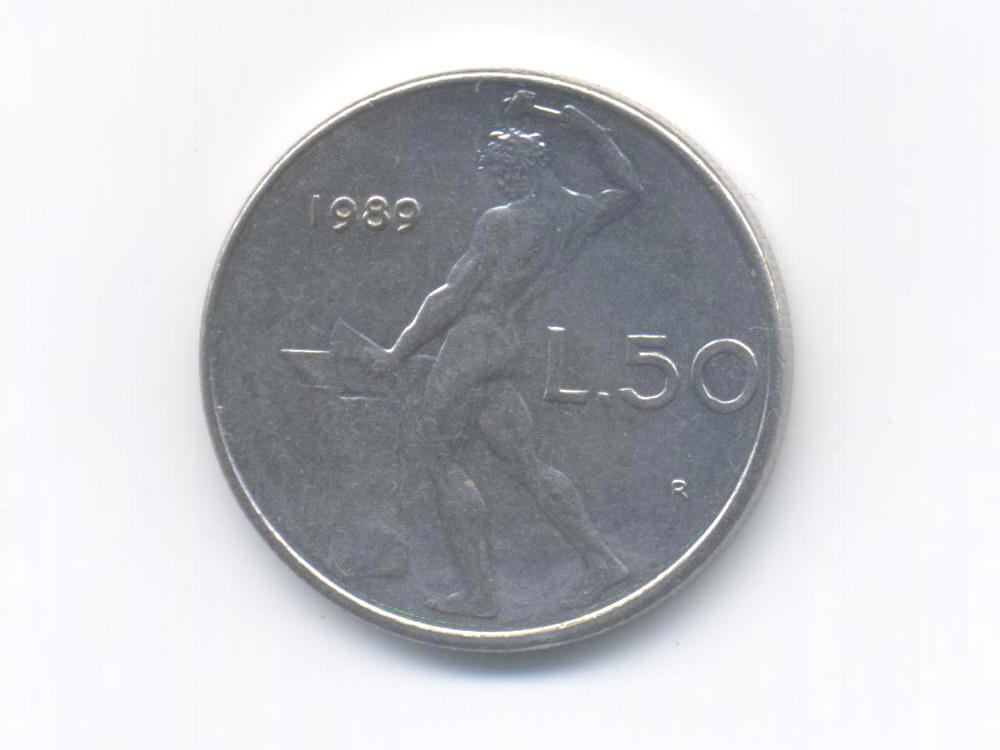
L'incudine nella moneta da 50 lire